# The Best of L'Arc~en~Ciel c/w
Otro de los álbumes recopilatorios de la banda japonesa es The Best of L'Arc~en~Ciel c/w, un CD que contiene muchas de las caras b (b-sides o c/w) de los sencillos lanzados a lo largo de su carrera. Al igual que los otros recopilatorios que salieron el mismo día, la edición limitada trae un DVD con tres videoclips del grupo: flower, Vivid Colors y and She Said. 

## CD
| #   | Título                 | CD Single:                              | Compuesta por:                                                       |
| --- | ---------------------- | --------------------------------------- | -------------------------------------------------------------------- |
| 1.  | Brilliant Years        | Vivid Colors                            | hyde (letra y música) L'Arc~en~Ciel (arreglos)                       |
| 2.  | Anata no tame ni       | Natsu no yu-utsu [time to say good-bye] | hyde (letra) ken (música) L'Arc~en~Ciel y Akira Nishihira (arreglos) |
| 3.  | I'm so happy           | Kaze ni kienaide                        | hyde (letra y música) L'Arc~en~Ciel y Masahide Sakuma (arreglos)     |
| 4.  | Sayonara               | flower                                  | hyde (letra y música) L'Arc~en~Ciel y Takao Konishi (arreglos)       |
| 5.  | Sai wa nagerareta      | Lies and Truth                          | hyde (letra) ken (música) L'Arc~en~Ciel y Takeyuki Hatano (arreglos) |
| 6.  | THE GHOST IN MY ROOM   | Niji                                    | hyde (letra y música) L'Arc~en~Ciel y Takeyuki Hatano (arreglos)     |
| 7.  | metropolis             | winter fall                             | hyde (letra) ken (música) L'Arc~en~Ciel y Hajime Okano (arreglos)    |
| 8.  | Peeping Tom            | DIVE TO BLUE                            | hyde (letra y música) L'Arc~en~Ciel y Hajime Okano (arreglos)        |
| 9.  | a swell in the sun     | snow drop                               | hyde (letra) yukihiro (música y arreglos)                            |
| 10. | Kasou-1014mix-         | forbidden lover                         | hyde (letra) ken (música) yukihiro (remix)                           |
| 11. | hole                   | NEO UNIVERSE / finale                   | yukihiro (música y arreglos)                                         |
| 12. | get out from the shell | STAY AWAY                               | hyde (letra) yukihiro (música) L'Arc~en~Ciel (arreglos)              |

## DVD
| #  | Título                       |
| -- | ---------------------------- |
| 1. | L'Arc~en~Ciel - flower       |
| 2. | L'Arc~en~Ciel - Vivid Colors |
| 3. | L'Arc~en~Ciel - and She Said |

- Datos: Q2778043